# Agernæs, Assens
Agernæs är en halvö på Fyn i Danmark.   Den ligger i Assens kommun i Region Syddanmark, i den södra delen av landet, 170 km väster om Köpenhamn. Från Agernæs går en damm som förbinder ön Helnæs med fastlandet.